# 김정록 (미학자)
김정록(金正祿, 1907년~1982년 11월 18일)은 일제강점기의 조선귀족 남작이다. 서울대학교 미학과 석좌교수를 지낸 학자이기도 하다. 호는 학보(學步)이다. 일제강점기에 할아버지인 김춘희의 조선귀족 작위를 3대째 습작했다. 본관은 경주(慶州)이다.

## 생애
한성부 출생으로 1926년 만주에서 만철실업학교를 졸업한 뒤 중국의 배영전문학교 등에서 동양학과 문학을 수학했다. 이후 전문학교에서 교수를 지냈다.
김정록의 할아버지 김춘희는 조선 말기의 정치인인 김홍집의 조카였다. 한일 병합 조약 체결 후 남작 작위를 받고 조선총독부 중추원 참의를 지냈다. 김춘희가 받은 조선귀족 작위는 세습되는 것이어서, 1926년 사망한 후 아들 김교신(金敎莘)을 거쳐 1932년 7월 경에 손자인 김정록이 습작하였다.
남작 작위를 세습하고 조선귀족 단체인 경복회에서 재산을 수령한 사실이 있어 광복 후인 1949년 반민족행위특별조사위원회에 자수하여 조사를 받았다. 1939년 동국대학교의 전신인 혜화전문학교 교수로 부임했다가 신병으로 사임한 상태였다.
김정록은 반민특위의 조사에 응하여, 당시 중국 유학생이라 감시를 받고 있던 터에 작위를 물려받지 않으면 사상불온이라는 낙인이 찍힐 수 있어 어쩔 수 없이 습작했다고 해명하였다. 반민특위는 김정록이 순진한 학자풍의 인물로 남을 모함하지 않는다고 지적하고, 습작 사실 자체를 외부에 알리지 않아 주위에서 그가 남작 신분인 것을 알지 못했다는 점 등을 들어 불기소 처분을 내렸다.
이후 서울대학교 교수로 임용되어 미학과 교수를 지냈다. 연구 분야는 동양미학이었다. 시인 김지하가 존경하는 스승의 하나로 김정록을 꼽은 적이 있고, 유홍준도 김정록의 제자로서 영향을 받았다.
2008년 공개된 민족문제연구소의 친일인명사전 수록예정자 명단 중 습작 부문에 친조부와 함께 포함되었으며 2009년 친일반민족행위진상규명위원회가 발표한 친일반민족행위 705인 명단에도 포함되었다.

## 같이 보기
- 김춘희

## 참고자료
- 반민족행위특별조사위원회 조사관 이양범 (1949년 8월 8일). “청취서 - 김정록”. 2008년 2월 1일에 확인함.[깨진 링크(과거 내용 찾기)]
- 반민족행위특별조사위원회 (1949년 8월 16일). “의견서 - 김정록”. 2008년 2월 1일에 확인함.[깨진 링크(과거 내용 찾기)]